# M3 (БТР)
Бронетранспортер M3 (англ. M3 Half-track) — американський напівгусеничний бронетранспортер часів Другої світової та Холодної війн. Створений у 1940—1941 роках на основі броньованого тягача М2.
M3, разом з бронетранспортером M2, на основі якого він був створений і з яким вони дуже схожі ззовні, стали основним типом бронетранспортерів американських військ у Другій світовій війні й активно використовувався ними на всіх театрах воєнних дій, як артилерійський тягач. Після закінчення Другої світової війни значна кількість цих машин ще довго перебувала на озброєнні армій багатьох країн світу, активно використовувалася в локальних війнах другої половини XX століття: в Кореї, Алжирі та Індокитаї, в арабо-ізраїльських війнах 1948, 1956, 1967, 1973 і 1982 років.

## Історія
Американський напівгусеничний бронетранспортер М3 розроблявся як транспортний засіб для танкових дивізій і частин механізованої артилерії армії США. 1940 він був стандартизований та вперше взяв участь у бойових діях у 1941 році. Завдяки своїй вдалій конструкції М3, який використовували спочатку для транспортування особового складу, став базою для чотирьох основних категорій напівгусеничних бойових машин, винищувачів танків (або самохідних гармат), самохідних гаубиць, комбінованих зенітних самохідних установок і самохідних мінометів. У конструкції М3 використовувалося багато вузлів та агрегатів напівгусеничного артилерійського тягача М2, зокрема ходова частина, підвіска, двигун і трансмісія фірми «Уайт».
Але М3 відрізнявся від М2 подовженою колісною базою і більш довгим корпусом, що збільшувало місткість десантного відділення, а також внутрішнім і зовнішнім устаткуванням. Хоча ззовні машина майже не відрізнялася від БТР М2А1, всередині вона зазнала серйозної перекомпоновки. Зникли бічні бортові багажні ящики, паливні баки зміщені вперед, середнє сидіння в кузові ліквідовано, на заміну йому встановлена тумба для кулеметної турелі. По кожному борту кузова встановлено по п'ять сидінь, під якими знаходилися багажні ящики. За трьома задніми бортовими сидіннями передбачені ніші для розміщення гвинтівок стрільців піхотного відділення.
Напівгусеничні бронетранспортери М3 та бойові машини на їхній базі випускалися в США фірмами «Уайт мотор компані» і «Отокар».
Бронетранспортери М3 і М3А1 застосовувалися також як тягачі артилерійських гармат, санітарні і командно-штабні машини. Як санітарна машина БТР М3 міг перевозити двох лежачих поранених і трьох сидячих.
За період з 1941 по 1943 роки було випущено 12 499 напівгусеничних БТР М3, частина з яких модернізували до рівня М3А1.

## Варіанти
Подальші роботи з модернізації МЗА1 привели до появи наступних модифікацій:
- МЗА1Е1 — в ролі силової установки використовувався дизельний двигун;
- МЗА1Е2 — особливістю цієї машини став броньований дах;
- МЗА1ЕЗ — в бойовому відділенні на тумбовій установці була змонтована 37-мм протитанкова гармата;
- МЗА1 command car — машина управління, мала броньований лобовий лист відділення управління; 12,7-мм кулемет «Браунінг» М2НВ і посилене бортове бронювання;
- МЗА2 — розроблений для заміни бронетранспортерів М3, МЗА1, М2 і М2А1. У переобладнаному десантному відділенні розміщувалися 5-12 піхотинців. Частина машин цього типу використовувалася як мобільні кулеметні точки і була озброєна кулеметами водяного охолодження зі збільшеним боєкомплектом. Паливні баки розташовувалися за сидіннями водія і командира бронетранспортера.

## Особливості
Розміри, швидкість і бойова маса М3 практично порівнювалися з аналогічними характеристиками німецького напівгусеничного бронетранспортера Sd.Kfz 251, але при цьому внутрішній об'єм М3 був на 20 % більше завдяки коробчастій формі корпусу.
Sd.Kfz 251 мав потужніше бронювання, а установка броньових листів з раціональними кутами нахилу істотно підвищувало їхню протикульову стійкість. Але завдяки більшій потужності свого двигуна і провідній передній осі бронетранспортер М3 володів значнішою прохідністю по бездоріжжю. Загальним же недоліком обох машин можна вважати відсутність броньованого даху.